# Aufwurfblock

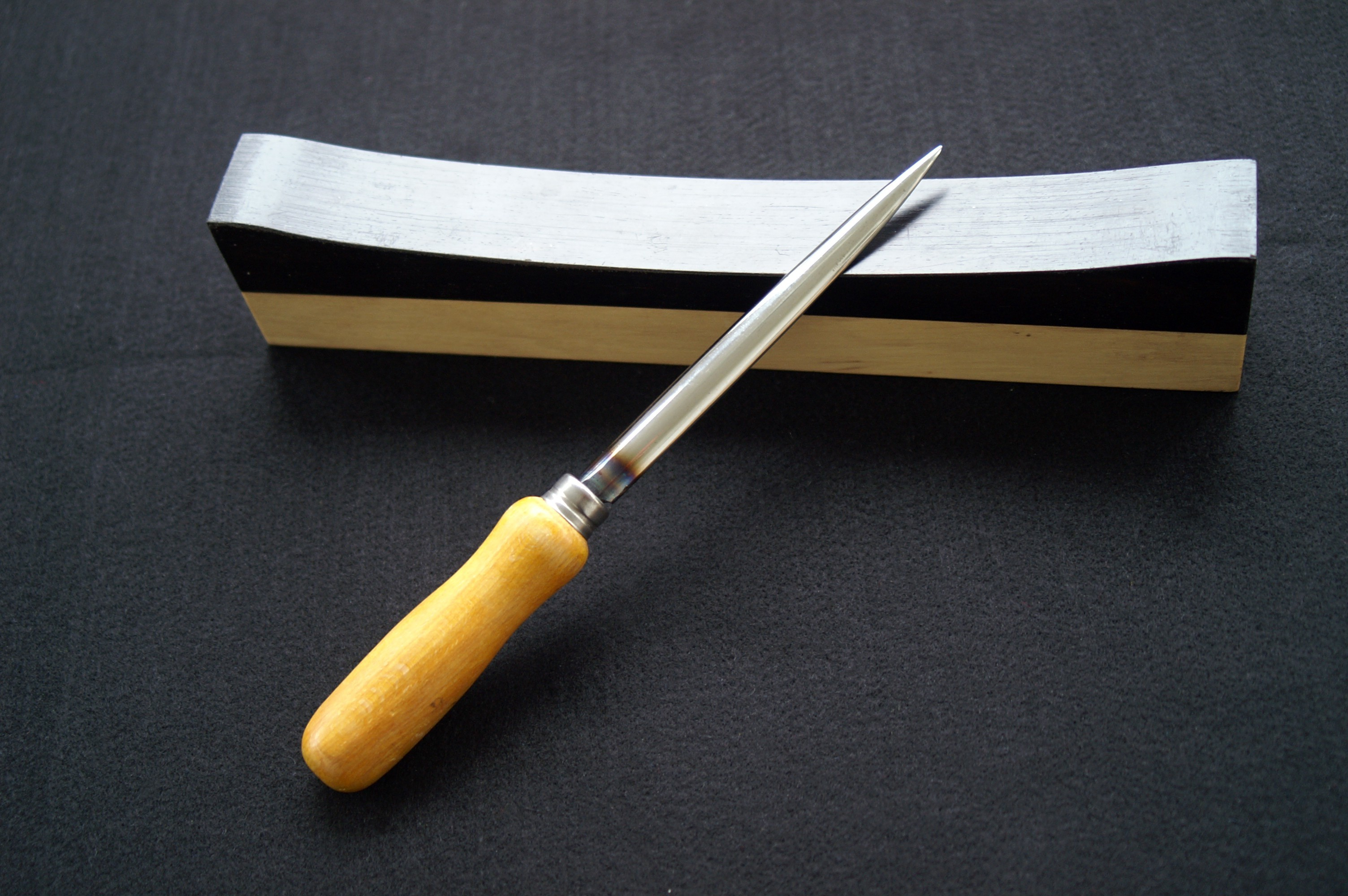
Aufwurfblock und dazu passender Polierstahl

Der Aufwurfblock ist ein berufstypisches Handwerkszeug des Orgelbauers.

## Physikalische Grundlagen
Das Zungenblatt einer Lingual- oder Zungenpfeife bei der aufschlagenden Bauweise, erhält von dem Intonateur einen erfahrungs- und landesabhängigen, spezifischen Schwung, damit sie nicht flach auf der Kehle aufliegt und sie lediglich die Austrittsöffnung der Luft verschließt. Die Zunge muss sich beim Erklingen regelrecht auf der Kehle abwickeln, um einen runden und brauchbaren Ton zu erzielen.

## Bauform
Ein Aufwurfblock ist ein rechteckiges, feingeschliffenes Holzstück aus Hartholz mit einer kurvenförmig gestalteten Oberkante. Alternativ kann der Aufwurfblock auch aus poliertem Stahl hergestellt werden. Die Verwendung von Holz beugt einer Abnutzung oder Beschädigung des Polierstahls vor.

## Verwendung
Um den Schwung im Zungenblatt zu erzeugen, legt der Intonateur das federharte Zungenblatt auf den Aufwurfblock und streicht einige Male mit der halbrunden Seite eines hochglanzpolierten Polierstahls von der Basis bis zum Ende über das Zungenblatt. Dabei übt er einen gewissen Arm- und Handdruck auf das Heft oder den Stahl des Poliereisens selbst aus. Alternativ zu einem Aufwurfblock verwenden manche Zungenintonateure nur eine flache, polierte Stahlplatte und gewinnen den Aufwurf rein über einen modifizieren Druck beim Streichen über die Zunge.
Diese Vorgehensweisen setzen eine meist eine jahrelange Erfahrung als Zungenintonateur voraus. Zum Erlernen dieser speziellen Tätigkeit werden auch immer wieder Kurse für Fachkräfte angeboten.

## Weblink
- Veränderung des Aufwurfes einer Zunge unter Verwendung eines Aufwurfblockes auf YouTube.